# Garnizonowy Ośrodek Mobilizacyjny w Czarnem
Garnizonowy Ośrodek Mobilizacyjny w Czarnem – polska jednostka wojskowa Sił Zbrojnych Rzeczypospolitej Polskiej, funkcjonująca w latach 1999–2011.

## Formowanie i zmiany organizacyjne
Miejscowość Czarne została w 1945 roku włączona do Polski. Wraz z odbudową miasta w 1951 roku na terenie Czarnego utworzono garnizon wojskowy. W 1998 roku w wyniku restrukturyzacji wraz z rozformowaniem 2 Dywizji Zmechanizowanej rozformowano 13 Brygadę Zmechanizowaną i 2 batalion zaopatrzenia stacjonujące w Czarnem. Na bazie brygady sformowano z dniem 1 stycznia 1999 roku Garnizonowy Ośrodek Mobilizacyjny w Czarnem, który wraz z 6 Rejonowymi Warsztatami Technicznymi przekazano w podporządkowanie 8 Dywizji Obrony Wybrzeża z Koszalina. 
Garnizonowy Ośrodek Mobilizacyjny stacjonował w Czarnem w kompleksie koszarowym po rozformowanej 13 BZ znajdującym się przy ul. 27 lutego (dziś Strzelecka 35). Komendantem GOM został mianowany z dniem 1 stycznia 1999 roku ppłk mgr inż. Edward Szysz, był jednocześnie dowódcą garnizonu Czarne, który obejmował swoją właściwością także Szczecinek. GOM w Czarnem pełnił również rolę Komendy Garnizonu Czarne. Funkcjonował także przy GOM Samodzielny Ośrodek Duszpasterstwa Wojskowego w Czarnem w kościele parafialnym, należący do parafii Wniebowzięcia Najświętszej Maryi Panny w Czarnem, diecezji koszalińsko-kołobrzeskiej.
W 2001 roku nastąpiła zmiana podporządkowania z 8 DOW pod WSzW Gdańsk. Od 2003 roku GOM w Czarnem był jednostką budżetową. W 2005 roku zmieniła się po raz kolejny podległość służbowa i przeszedł w podporządkowanie dowództwa Pomorskiego Okręgu Wojskowego w Bydgoszczy i pozostał w jego strukturach do rozformowania. GOM był następcą prawnym po rozwiązanym poligonie Okonek, którego tereny przekazał w 2011 roku dla Lasów Państwowych. 
Garnizonowy Ośrodek Mobilizacyjny w Czarnem do końca 2011 roku został rozformowany, a jego ostatnim komendantem był ppłk mgr inż. Andrzej Szutowicz. W miejsce GOM Czarne utworzono Grupę Zabezpieczenia 6 WOG oraz Miejsce Składowania Sprzętu 1 Rejonowej Bazy Logistycznej.

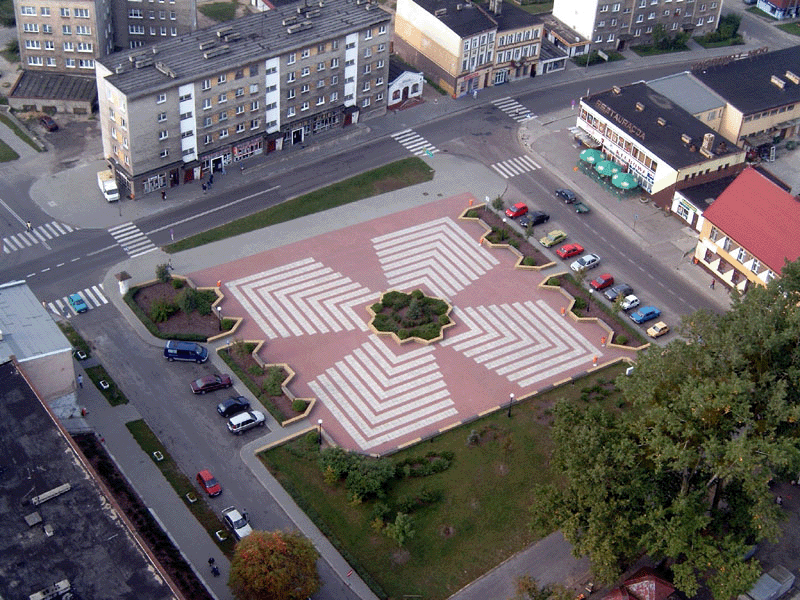
Czarne – plac miejski[b]
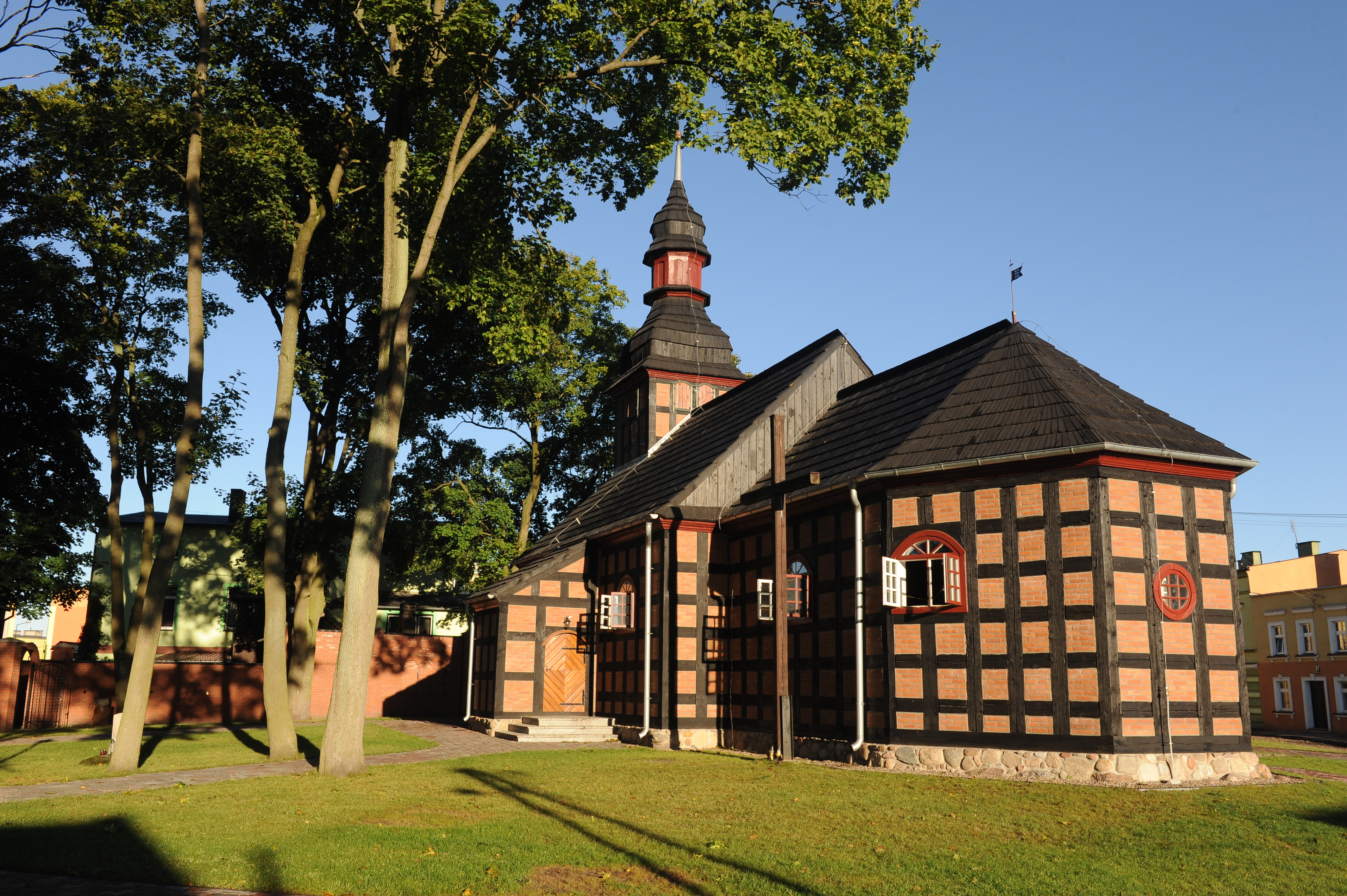
Kościół Wniebowzięcia Najświętszej Maryi Panny[c]

## Struktura
- komenda GOM
- komenda Garnizonu Czarne

## Zadania
Garnizonowy Ośrodek Mobilizacyjny w Czarnem miał zadania:
- Jednostka przeznaczona była do mobilizowania pododdziałów i oddziałów wojskowych na czas wojny;
- GOM służył do utrzymania rezerw osobowych, gromadzenia i utrzymania w gotowości środków technicznych i materiałowych dla nowo formowanych jednostek wojskowych na wypadek mobilizacji;
- był oddziałem gospodarczym dla wielu instytucji garnizonu Czarne;
- wypełniając zadania oddziału gospodarczego współuczestniczył w utrzymaniu obiektów w garnizonie;
- zabezpieczał działalność innych jednostek wojskowych i instytucji, w tym WKU Człuchów i WKU Szczecinek;
- poprzez Klub Garnizonowy w Czarnem uczestniczył w życiu kulturalnym miasta, współuczestniczył w organizacji uroczystości patriotycznych w garnizonie Czarne.

## Kultywowanie tradycji
Garnizonowy Ośrodek Mobilizacyjny od 1 stycznia 1999 do 31 grudnia 2011 roku był kontynuatorem tradycji wszystkich jednostek, które po wojnie stacjonowały w mieście Czarne:
- 64 pułk zmechanizowany
- 28 pułk czołgów
- 31 pułk artylerii pancernej
- 9 batalion szkolny
- 24 Ruchomy Warsztat Naprawy Czołgów
- 20 batalion zaopatrzenia – przemianowany na 2 batalion zaopatrzenia;
- pododdziały 6 pułku zmechanizowanego z Wałcza w składzie 2 bataliony czołgów w tym 1 szkolny – pozostałość po 28 pcz, dywizjon przeciwlotniczy, kompania saperów;
- 6 Rejonowe Warsztaty Techniczne
- 13 Brygada Zmechanizowana

W 2011 wprowadzono odznakę pamiątkową i oznakę rozpoznawczą:
- Decyzją Nr 511/MON Ministra Obrony Narodowej z dnia 31 grudnia 2010 r. wprowadzono odznakę pamiątkową,
- Decyzją Nr 139/MON Ministra Obrony Narodowej z dnia 18 kwietnia 2011 r. oznakę rozpoznawczą.

## Żołnierze Garnizonowego Ośrodka Mobilizacyjnego
W okresie od 1999 do końca 2011 komendantami GOM w Czarnem byli:
| Komendanci Garnizonowego Ośrodka Mobilizacyjnego | Komendanci Garnizonowego Ośrodka Mobilizacyjnego | Komendanci Garnizonowego Ośrodka Mobilizacyjnego | Komendanci Garnizonowego Ośrodka Mobilizacyjnego | Komendanci Garnizonowego Ośrodka Mobilizacyjnego                    |
| Stopień, imię i nazwisko                         | Czasokres                                        | Jednostka                                        | Dyslokacja                                       | Terytorialny zasięg właściwości GOM                                 |
| ------------------------------------------------ | ------------------------------------------------ | ------------------------------------------------ | ------------------------------------------------ | ------------------------------------------------------------------- |
| ppłk mgr inż. Edward Szysz                       | 1999–2005                                        | JW 4141                                          | Czarne                                           | Czarne, Szczecinek (m.), Szczecinek, Borne Sulinowo (część), Okonek |
| ppłk Sławomir Sulowski                           | 2005–2006                                        | JW 4141                                          | Czarne                                           | Czarne, Szczecinek (m.), Szczecinek, Borne Sulinowo (część), Okonek |
| ppłk dypl. Mariusz Józefko                       | 2006–2009                                        | JW 4141                                          | Czarne                                           | Czarne, Szczecinek (m.), Szczecinek, Borne Sulinowo (część), Okonek |
| ppłk mgr inż. Andrzej Szutowicz                  | 2010–2011                                        | JW 4141                                          | Czarne                                           | Czarne, Szczecinek (m.), Szczecinek, Borne Sulinowo (część), Okonek |